# Nakotas
Pour des articles plus généraux, voir Assiniboines, Assiniboine (langue), Stoneys et Stoney (langue).
Le terme Nakotas (ou Nakodas ou aussi Nakonas) est l'endonyme utilisé aujourd'hui par les peuples autochtones d’Amérique du Nord qui sont traditionnellement connus par le nom d’Assiniboines (ou Hohes) aux États-Unis, et de Stoneys aussi au Canada. Il s’agit de peuplades de langue sioux qui se sont anciennement détachées du tronc principal de la nation sioux et déplacées aux régions au nord et au nord-ouest de l’originaire Minnesota (Montana, Dakota du Nord et Canada) et qui se sont ensuite changées en fiers ennemis de leurs vieux « alliés ». 

## Histoire d’une erreur de dénomination
Traditionnellement, et d’une façon bien généralisée, les tribus faisant partie de la nation sioux (ou dakota au sens large) étaient classées en trois groupements linguistiques :

- les Dakotas à proprement parler, qui constituaient le groupe le plus oriental (et, de quelque façon, le groupe originel) et qui se nommaient aussi Isáŋyathi ou Isáŋathi (d’où l’appellation européanisée de Santees) ;
- les Lakotas, qui constituaient le groupe le plus occidental et se nommaient Thítȟuŋwaŋ (nom européanisé en Tetons)
- les Nakotas, que l’on présumait rassembler les deux tribus centrales des Iháŋktȟuŋwaŋ (Yanktons) et des Iháŋktȟuŋwaŋna (Yanktonnais), dont les Assiniboines se seraient anciennement détachés tout en continuant à parler un dialecte très proche et appelé par le même nom.

Au cours des années, cette répartition n'avait été critiquée que très rarement, jusqu’au moment où, en 1978, les anthropologues et linguistes Douglas R. Parks, A. Wesley Jones, David S. Rood, et Raymond J. DeMallie entreprirent une enquête linguistique systématique dans les réserves sioux et assiniboines pour en établir la dialectologie précise. Le résultat a été que soit les Santees soit les Yanktons et les Yanktonnais s'auto-désignaient (et s'auto-désignent) comme « Dakotas », alors que la dénomination de « Nakotas » (ou « Nakodas ») était (et est) apanage des Assiniboines et de leurs parents canadiens, les Stoneys. Quoique la littérature suivante, surtout celle qui ne vient pas de spécialistes en linguistique, ait montré plus que quelques résistances à partager pleinement les conclusions de Parks et DeMallie, elles ont été entièrement confirmées par l’étude plus que vicennale qui a été achevée sur le terrain par Jan Ullrich et qui a porté à la rédaction de son dictionnaire lakota publié en 2008. 
Selon Ullrich, l’erronée appellation de Yanktons et Yanktonnais, comme Nakota, « commença probablement par les missionnaires agissant au milieu du XIXe siècle parmi les Santees, lesquels appliquèrent outre mesure [over-applied] une règle de distribution phonétique. Comme le dialecte yankton-yanktonnai use du suffixe -na là où le santee use du -da et le lakota du -la, les missionnaires pensèrent que la distribution l-d-n s’appliquait à toutes les positions dans les mots. De cette façon, ils présumèrent que les peuples yankton-yanktonnai appelaient eux-mêmes « Nakotas » au lieu de « Dakotas ». Malheureusement, l’inexacte thèse d’une division lakota-dakota-nakota s’est perpétuée en presque toutes les publications depuis lors », jusqu’à gagner une telle puissance de conviction qu’elle n’a pas manqué d’influencer même bien des natifs dakotas et lakotas. 
Le fait qu’il ne s’est pas même agi d’une régression lexicologique survenue à cause de la longue cohabitation des Yanktons et Yanktonnais et des Santees dans les mêmes réserves, est confirmé par l’impossibilité, selon Ullrich, de trouver de références dans les textes les plus anciens des différents dialectes sioux : en particulier, par exemple, « John P. Williamson, dans son English-Dakota Dictionary (Williamson 1902), catalogue le terme dakota comme nom propre pour le peuple dakota, mais il ne fait pas mention du terme nakota » encore qu’il ait largement travaillé avec les Yanktons et insère maintes fois, dans son dictionnaire, les variantes yanktonnes des rubriques en dialecte santee. D’ailleurs, encore Ullrich relève que probablement c'est justement une grande chercheuse d’origine yanktonne, et donc en grande connaissance de cause, comme Ella Deloria, la première qui mit en évidence l’erreur de dénomination des Yanktons et des Yanktonnais. En conclusion, il est de toute façon bien éclairci par toutes les études sur le terrain et par les sites web des réserves sioux et assiniboines/stoneys, qu’à présent, au-delà des possibles variantes orthographiques, les groupes intéressés s'auto-désignent ainsi (et il n'existe pas d’éléments pour penser qu’auparavant ç'ait pu être différent) :

- Dakhóta (ou Dakhód) – les Santees
- Dakȟóta (ou Dakȟód) – les Yanktons et les Yanktonnais
- Lakȟóta (ou Lakȟól) – les Tetons (l’appellation Thítȟuŋwaŋ est d’ailleurs devenue depuis longtemps archaïque et a été remplacée par le simple Lakȟóta[11])
- Nakhóta (ou Nakhóda ou Nakhóna[12]) – les Assiniboines[13]
- Nakhóda (ou Nakhóta) – les Stoneys[13]

## Tendances actuelles
Aujourd’hui on remarque, du côté des Assiniboines et surtout des Stoneys canadiens, un fort penchant à minimiser les brouilles du passé et à réoccuper leur place, sinon dans la « nation sioux » qui n’existe plus (si elle a existé jadis), au moins dans la tradition sioux. Ce penchant est ouvertement manifesté sur les sites web liés aux Premières Nations canadiennes des Stoneys et est, bien mieux, officiellement déclaré au niveau des organismes représentatifs tribaux. Il suffit de donner en exemples le nom même choisi par la Nation sioux nakota d'Alexis ou l’orgueilleux rappel fait par la Première Nation nakoda des Stoneys de l’Alberta à son ascendance sioux et à la valeur de sa langue native : « En tant que descendants des grandes nations sioux, les actuels membres de la tribu stoney préfèrent mener la conversation et les affaires tribales dans leur langue maternelle sioux ». Une adhésion à la tradition sioux même plus large et raisonnée peut être remarquée chez les tribus assiniboines et stoneys de la Saskatchewan. 
Vu ces précédents, il n’y a rien d’étonnant à ce que les structures tribales nakota/nakoda aient donné une adhésion massive aux récentes initiatives pan-sioux pour la revivification des langues natives, et, en particulier, aux annuels sommets (Lakota, Dakota, Nakota Language Summit) convoqués, depuis 2008, par l’organisation non-profit lakota pour la promotion et le renforcement de la langue, Tusweca Tiospaye, avec le but d'« unir les Sept Feux du Conseil pour sauver la langue ». Étant toutefois donnée la faille de (substantielle) réciproque inintelligibilité qui s’est créée dans le continuum dialectal sioux entre les dialectes dakota/lakota et nakota/nakoda, c’est douteux si ces efforts de revivification unitaire de la langue sioux pourront jamais donner des résultats significatifs, et, de toute façon, seulement le temps saura le dire.

## Sources
- (en) Curtis, Edward S., The North American Indian : being a series of volumes picturing and describing the Indians of the United States, and Alaska (écrit, illustré, et publié par Edward S. Curtis ; édité par Frederick Webb Hodge), Seattle, E. S. Curtis [Cambridge, Mass. : The University Press], 1907-1930, 20 vol. (Northwestern University)
- (en) DeMallie, Raymond J., « Sioux until 1850 »; en R. J. DeMallie (éd.), Handbook of North American Indians: Plains (Vol. 13, Partie 2, p. 718–760), W. C. Sturtevant (Ed. Général), Smithsonian Institution, Washington, D.C., 2001,  (ISBN 0-16-050400-7)
- (en) Guy E. Gibbon, The Sioux: the Dakota and Lakota nations, Malden, Blackwell Publishers, 2003  (ISBN 1557865663)
- (en) Howard, James H., The Canadian Sioux, Lincoln, University of Nebraska Press, 1984  (ISBN 0-8032-2327-7)
- (en) Lewis, M. Paul (éd.), 2009. Ethnologue: Languages of the World, Seizième édition, Tex.: SIL International. Version online: http://www.ethnologue.com/
- (en) Palmer, Jessica D., The Dakota peoples: a history of the Dakota, Lakota, and Nakota through 1863. Jefferson: McFarland & Company, Inc., Publishers, 2008  (ISBN 0786431776)
- (en) Parks, Douglas R. & DeMallie, Raymond J., « Sioux, Assiniboine and Stoney Dialects: A Classification », Anthropological Linguistics, Special Issue, Florence M. Voegelin Memorial Volume, Vol. 34:1-4 (Printemps-Hiver, 1992), pp. 233-255  (accessible en ligne sur JSTORE).
- (en) Parks, Douglas R. & Rankin, Robert L., « The Siouan languages », en R. J. DeMallie (éd.), Handbook of North American Indians: Plains (Vol. 13, Partie 1, p.  94–114), W. C. Sturtevant (éd. général), Smithsonian Institution, Washington, D.C., 2001,  (ISBN 0-16-050400-7).
- (en) Ullrich, Jan, New Lakota Dictionary : Lakhótiyapi-English / English-Lakhótiyapi & Incorporating the Dakota Dialects of Santee-Sisseton and Yankton-Yanktonai, Bloomington, Lakota Language Consortium, 2008  (ISBN 0-9761082-9-1)
- (en) Christopher Westhorp, Pocket guide to native Americans, Salamander Books, Londra, 1993  (ISBN 1856000230) - édition consultée (en italien): Indiani. I Pellerossa Tribù per Tribù, Idealibri, Milano, 1993  (ISBN 88-7082-254-0)